# Raspršeno Sunčevo zračenje
Raspršeno Sunčevo zračenje ili difuzno Sunčevo zračenje nastaje raspršenjem Sunčevoga zračenja u Zemljinoj atmosferi i do tla dopire iz svih smjerova neba. Na putu kroz atmosferu Sunčevo zračenje slabi jer se apsorbira zbog međudjelovanja s plinovima i vodenom parom i raspršuje na molekulama plinova i česticama prašine. Zbog toga Sunčevo zračenje do tla dospijeva i kao izravno i kao raspršeno zračenje. 
Izravno Sunčevo zračenje ili direktno Sunčevo zračenje dolazi izravno iz prividnoga smjera Sunca.
Ukupno Sunčevo zračenje ili globalno Sunčevo zračenje na vodoravnoj plohi sastoji se od izravnoga i raspršenoga Sunčevog zračenja. Nagnuta ploha osim izravnoga i raspršenoga zračenja prima i od tla odbijeno Sunčevo zračenje (dugovalno zračenje Zemlje).

## Raspršenje Sunčeva zračenja u atmosferi
Molekule zraka i čestice što lebde u atmosferi (aerosol) dijelom propuštaju, dijelom apsorbiraju, a dijelom raspršuju Sunčevo zračenje, i to selektivno s obzirom na valnu duljinu. Apsorbirani dio Sunčeva zračenja može se ili potpuno ili djelomično pretvoriti u drugi oblik energije, na primjer u toplinsku ili fotokemijsku energiju, što predstavlja gubitak energije zračenja. Međutim, od svih plinova od kojih se sastoji atmosfera, jedino ozon apsorbira elektromagnetsko zračenje u vidljivom području spektra. 
Sunčevo se zračenje raspršuje na sve strane, no najviše zrači u smjeru u kojemu je ušlo u atmosferu, ali pri tom jakost izravnog zračenja to više slabi što se zrake više približavaju površini Zemlje gdje je atmosfera gušća. Dio raspršenog zračenja u atmosferi vraća se u međuplanetarni prostor, a drugi dio dopire do Zemljine površine. Na površinu Zemlje, dakle, dolazi, osim izravnog zračenja, i raspršeno ili difuzno zračenje iz svih smjerova nebeskog svoda. Difuzno zračenje omogućuje dnevnu rasvjetu i na mjestima koja nisu neposredno obasjana Sunčevim zrakama, i po oblačnom vremenu.

### Raspršenje svjetlosti
Raspršenje svjetlosti, difuzna refleksija ili difuzija svjetlosti je raspršivanje svjetlosti na razne strane. Pada li svjetlost na hrapavu površinu, nastat će nepravilna refleksija. Svjetlost tu udara na svaki dio plohe pod drugim kutom, pa se odbija u različitim pravcima. Takva je hrapava površina jednako osvijetljena i ne bliješti u očima. Svjetlost koja dolazi kroz prozor u sobu raspršava se na zidovima, pa je cijela soba rasvijetljena, a ne samo dio nasuprot prozoru. Sunčeva se svjetlost raspršava na kapljicama oblaka i magle, pa za oblačnih i maglovitih dana svjetlost dolazi sa svih strana, i predmeti ne bacaju oštre sjene. Uopće, predmeti na koje pada difuzna svjetlost nema oštrih sjena.

## Plava boja neba
Dio svjetlosti koja dolazi sa Sunca se raspršuje zbog molekula i malih čestica u Zemljinoj atmosferi. Ta raspršena svjetlost daje nebu sjaj i boju. Kako je Rayleighovo raspršenje obrnuto proporcionalno s četvrtom potencijom valne duljine svjetlosti (ili proporcionalno s četvrtom potencijom frekvencije svjetlosti), to znači da će se plava svjetlost puno više raspršiti nego svjetlost s većom valnom duljinom (žuta svjetlost, a posebno crvena svjetlost). Ako gledamo prema Suncu, onda je svjetlost s većom valnom duljinom (žuta svjetlost, a posebno crvena svjetlost) puno bolje vidljiva, nego plava svjetlost koja se više raspršuje. Ako promatramo iz svemira, nebo je crno, a Sunce bijelo. 
Kod zalaska Sunca ono je crvene ili narančaste boje, jer svjetlost mora proći puno veću udaljenost kroz atmosferu, nego kad je u zenitu. Zbog toga je plava boja svjetlosti gotovo potpuno raspršena, a crvena boja direktno prolazi do promatrača. 
U područjima gdje je vrlo malo svjetlosno zagađenje, mjesečina će biti isto plave boje, iz istog razloga kao nebo po danu, jer mjesečina je odbijena Sunčeva svjetlost, sa skoro istom temperaturom kao Sunce. Za čovjekovo oko mjesečina nam ne izgleda plave boje, jer po noći vid koristi samo štapiće u mrežnici oka, koji ne prikazuju boje u mozgu.